# 若林郵便局
若林郵便局（わかばやしゆうびんきょく）
- 宮城県仙台市若林区にある郵便局。本記事にて記述。
- 富山県小矢部市にある郵便局。局番号は32131。

若林郵便局（わかばやしゆうびんきょく）は、宮城県仙台市若林区かすみ町にある郵便局。民営化前の分類では集配普通郵便局であった。局番号は81077。

## 概要
住所：〒984-8799 宮城県仙台市若林区かすみ町17-44

### 併設施設
- 仙台東郵便局若林分室

### 出張所（局外設置ATM）
民営化後は、ゆうちょ銀行仙台支店が管理を行っている。民営化当初は、通帳や明細に記載される番号は当局と同じ81077となっていたが、2010年以降は、81591に変更されている。
- みやぎ生協六丁の目店内出張所

## 沿革
- 1995年（平成7年）10月16日 - 若林郵便局[1]として、若林区南小泉に開局[2]。同時に仙台今泉郵便局の全集配業務と仙台中央郵便局、仙台東郵便局、仙台南郵便局の集配業務の各一部（若林区内の集配業務）を移管される。
- 1998年（平成10年）9月1日 - 外国通貨の両替および旅行小切手の売買に関する業務取扱を開始。
- 2007年（平成19年）10月1日 - 民営化に伴い、併設された郵便事業若林支店に一部業務を移管。
- 2012年（平成24年）10月1日 - 日本郵便株式会社の発足に伴い、郵便事業若林支店を若林郵便局に統合。
- 2018年（平成30年）6月16日 - 住居表示変更に伴い、所在地を若林区南小泉から若林区かすみ町へ変更[3]。

## 取扱内容
- 郵便、印紙、ゆうパック、内容証明
- 貯金、為替、振替、振込、国際送金、外貨両替、国債、投資信託
- 生命保険、バイク自賠責保険、自動車保険、がん保険、引受条件緩和型医療保険
- ゆうちょ銀行ATM（振替対応・ホリデーサービス実施）
- 仙台市若林区内（〒984-00xx、-08xx）の集配業務
- ゆうゆう窓口

## 周辺
- 陸上自衛隊霞目飛行場
- 仙台市交通局霞の目営業所
- 谷風の墓
- 国道4号（仙台バイパス）

## アクセス
- 仙台市営バス 霞の目営業所前停留所下車
- 仙台東部道路 仙台東ICから南西へ約2.5km
- 駐車場あり：31台